# Astragalus crispus
Astragalus crispus es una especie de planta del género Astragalus, de la familia de las leguminosas, orden Fabales.

## Distribución
Astragalus crispus se distribuye por Irán.

## Taxonomía
Fue descrita científicamente por F. Ghahrem. Fue publicada en Ann. Bot. Fenn. 40: 455 (2003).